# Asemonea sichuanensis
Asemonea sichuanensis là một loài nhện trong họ Salticidae.
Loài này thuộc chi Asemonea. Asemonea sichuanensis được Da-xiang Song & Jian-yuan Chai miêu tả năm 1992.